# VIA C7
Pour les articles homonymes, voir C7.

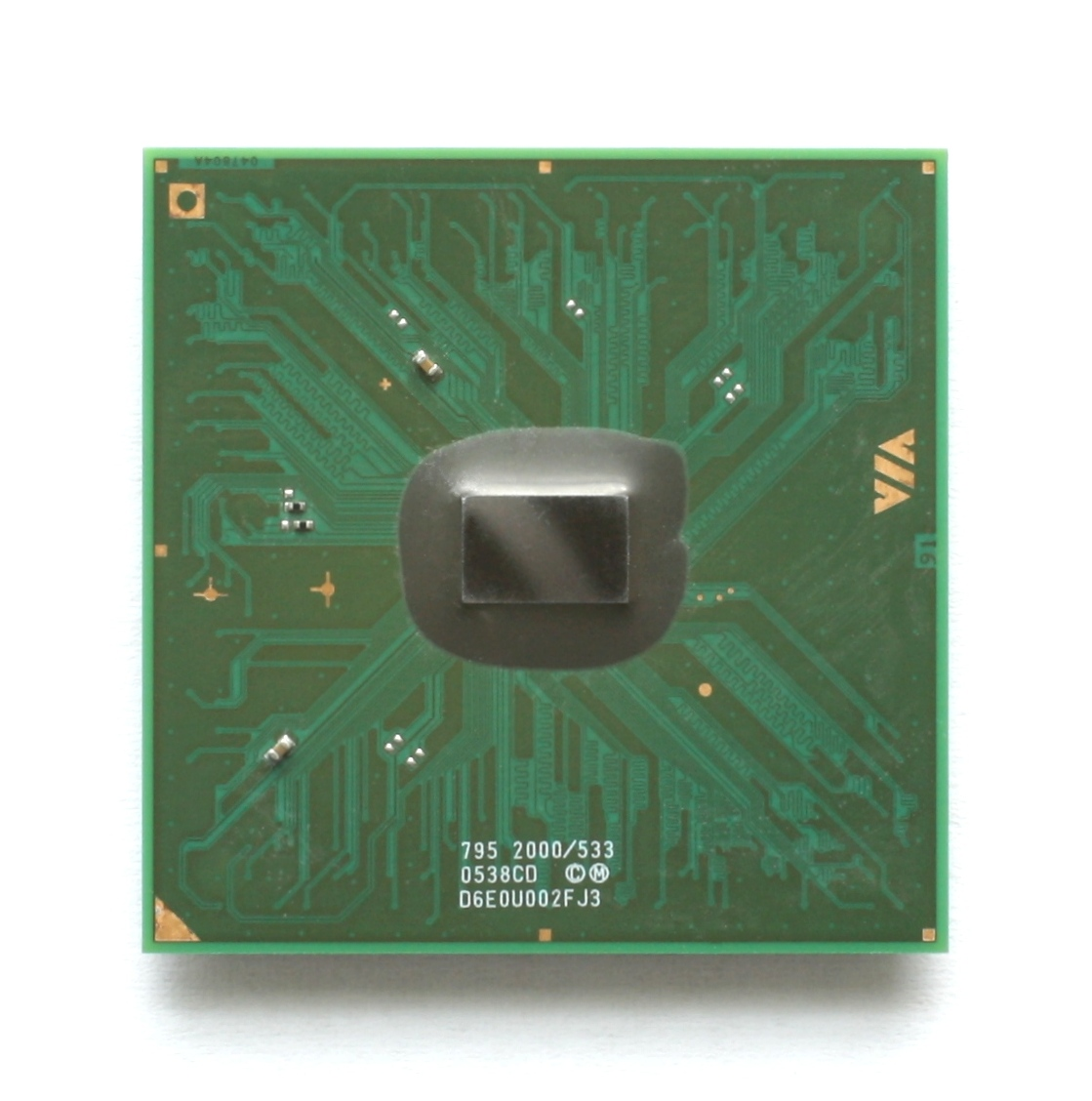
Un Via C7.

Le VIA C7 est un microprocesseur produit par VIA [Quand ?].
Il est compatible i686, SSE et SSE2, et supporte matériellement les fonctions de hachage SHA-1 et SHA-256 (utilisées par le protocole SSH).
Orienté faible consommation, avec une finesse de gravure de 90 nanomètres, la version 2,0 GHz consomme 20 watts maximum et peut descendre à 0,1 watt en idle, d'après les données du constructeur.